# Le Poulpe (bande dessinée)
Pour les articles homonymes, voir Le Poulpe.
Le Poulpe est une série de bandes dessinées policières tirée de la collection romanesque du même nom, « Le Poulpe », surnom du détective Gabriel Lecouvreur dont elle met en scène les aventures. La plupart des numéros de cette série sont des adaptations de romans déjà publiés dans la collection d'origine, et elle en reprend également le principe de changer d'auteur(s) à chaque parution.
Lancée en 2000, elle est publiée par les éditions 6 pieds sous terre, dont elle constitue la collection « Céphalopode ». En tout, 21 albums ont été publiés jusqu'en 2010.

## Publications

### Série
1. 2000 : Nikola Witko, La Petite Écuyère a cafté  (d'après Jean-Bernard Pouy, no 1)  (ISBN 2-910431-12-6)
2. 2000 : Alain Garrigue, Le Saint des seins (d'après Guillaume Nicloux, no 21)  (ISBN 2-910431-13-4)[1]
3. 2000 : Marc Pichelin et Guillaume Guerse, Les Pis rennais (d'après Pascal Dessaint, no 14)  (ISBN 2-910431-15-0)
4. 2000 : Jeff Pourquié, La Bande décimée (d'après Jean-Luc Cochet, no 102)  (ISBN 2-910431-16-9)
5. 2000 : Joe G. Pinelli, Arrêtez le carrelage (d'après Patrick Raynal, no 4)  (ISBN 2-910431-18-5)
6. 2001 : Stéphane Perger, Pour cigogne le glas (d'après Cyprien Luraghi, no 163)  (ISBN 2-910431-19-3)[2]
7. 2001 : Vincent Vanoli, J'irai faire Kafka sur vos tombes (d'après Michel Chevron, no 35)  (ISBN 2-910431-22-3)
8. 2001 : William Henne, La Disparition de Perek (d'après Hervé Le Tellier, no 89)  (ISBN 2-910431-23-1)
9. 2002 : Jampur Fraize, Le Vrai Con maltais (d'après Marcus Malte, no 168)  (ISBN 2-910431-27-4)
10. 2002 : Olivier Quéméré, À Freud ! Sales et méchants (d'après Pierre Magne, no 205)  (ISBN 2-910431-32-0)
11. 2003 : Alex Baladi, Ouarzazate et mourir (d'après Hervé Prudon, no 20)  (ISBN 2-910431-36-3)
12. 2004 : Leif Tande, Palet dégueulasse (d'après Michel Dolbec, no 192)  (ISBN 2-910431-40-1)
13. 2004 : Jean Bourguignon, Lapin dixit (d'après Serge Meynard, no 40)  (ISBN 2-910431-44-4)
14. 2004 : Francis Mizio et Florence Cestac, Pieuvre à la Pouy (inédit en roman)  (ISBN 2-910431-46-0)
15. 2004 : Bertrand Piocelle et Arnaud Boutin, Kop d'immondes (d'après Michel Pelé et Frédéric Prilleux, no 128)  (ISBN 2-910431-53-3)
16. 2005 : Jeanne Puchol, Les Jarnaqueurs (d'après Michel Boujut, no 109)  (ISBN 2-910431-59-2)
17. 2005 : Ed, Vainqueurs et cons vaincus (d'après Andreu Martín, no 144)  (ISBN 2-910431-70-3), avec un CD
18. 2007 : Thierry Doudoux, Les Potes de la perception (d'après Yannick Bourg, no 49)  (ISBN 978-2-35212-010-0)
19. 2008 : Rémy Cattelain, Tuez Diana ! (d'après Gab save the Di, Pierre Bourgeade, no 214)  (ISBN 978-2-35212-034-6)
20. 2008 : Nicolas Moog, L'amour tarde à Dijon (d'après Jacques Vallet, no 44)  (ISBN 978-2-35212-041-4)
21. 2010 : Fritz Bowwl, Lisier dans les yeux (d'après Franck Resplandy, no 173)  (ISBN 978-2-35212-062-9)[3]

### Coffrets
Des coffrets, réunissant chacun 4 albums de la série, ont été commercialisés sous le nom de « Quadrupodes » :
1. Coffret illustré par Mezzo. Tirage limité 400 ex.  (ISBN 2-910431-31-2) :
  1. La Petite Écuyère a cafté
  2. Le Saint des seins
  3. Les Pis rennais
  4. La Bande décimée
2. Coffret illustré par Pierre Druilhe et Mezzo. Tirage limité 400 ex.  (ISBN 2-910431-37-1) :
  1. Arrêtez le carrelage
  2. Pour cigogne le glas
  3. J'irai faire Kafka sur vos tombes
  4. La Disparition de Perek
3. Coffret illustré par Jean-Christophe Chauzy et Mezzo. Tirage limité 185 ex.  (ISBN 2-910431-83-5) :
  1. Le Vrai Con maltais
  2. À Freud ! Sales et méchants
  3. Ouarzazate et mourir
  4. Palet dégueulasse
4. Coffret illustré par Ambre et Mezzo. Tirage limité 150 ex.  (ISBN 978-2-35212-007-0) :
  1. Lapin dixit
  2. Pieuvre à la Pouy
  3. Kop d'immondes 
  4. Les Jarnaqueurs

### Autres
- Ex-libris : Les Congés payés, par Jeff Pourquié, Stéphane Perger, Guillaume Guerse, Leif Tande, Nikola Witko, William Henne, Olivier Quéméré, Pierre Druilhe, Jampur Fraize et Baladi. 10 images inédites du Poulpe dans des situations auxquelles il ne nous avait pas jusqu’à présent habitué : les vacances. La plupart des auteurs de la série ont donc planché sur le lieu de vacances qu’ils imaginaient pour le personnage de la série ainsi qu’à sa façon d’occuper ses loisirs.
  - Tirage limité à 170 exemplaires numérotés et signés.
  - Impression quadri sur offset 300 gr
  - Format 15x16 cm
  - 10 images + 1 couverture sous enveloppe ivoire